# 13214 Chirikov
13214 Chirikov eller 1997 JJ16 är en asteroid i huvudbältet som upptäcktes den 3 maj 1997 av den belgiske astronomen Eric W. Elst vid La Silla-observatoriet. Den är uppkallad efter Aleksei Chirikov.
Asteroiden har en diameter på ungefär 5 kilometer.